# 崔挺
崔 挺（さい てい、445年 - 503年）は、北魏の官僚。字は双根。本貫は博陵郡安平県。崔振の兄。

## 経歴
崔郁（崔琨の子）の子として生まれた。若くして学業に励み、礼の作法を守り、資産を人に譲って弟の崔振とともに清貧な生活を営んだ。秀才に挙げられ、射策科に及第し、中書博士に任じられ、中書侍郎に転じた。書が得意だったことから、孝文帝の命を受けて長安で文明太后の父の燕宣王の碑文を書き、泰昌子の爵位を受けた。登聞令に転じ、典属国下大夫の位を受けた。律令制定の議論に参加し、褒賞を受けた。
494年（太和18年）、宋王劉昶が彭城に駐屯すると、崔挺は仮の立義将軍となり、劉昶の下で大将軍府長史となった。病のため辞職し、代わって王粛が長史となった。後に昭武将軍・光州刺史に任じられた。495年（太和19年）、孝文帝が兗州に幸すると、崔挺は行在に召し出され、辺境統治の方策を諮問されて、その回答が孝文帝に喜ばれた。光州に帰ると、散騎常侍の張彝が光州を巡察して、崔挺の統治を賞賛した。定州大中正の任を兼ねた。
499年（太和23年）、宣武帝が即位すると、洛陽への帰還を請願した。500年（景明元年）、惜しまれながら光州刺史の任を退任した。501年（景明2年）、北海王元詳が司徒・録尚書事となると、崔挺は司馬として召され、固辞したが許されず、やむなく仕えることとなった。元詳には前官の光州の名で呼ばれ、優待の礼を受けた。503年（景明4年）、死去した。享年は59。この年の冬に輔国将軍・幽州刺史の位を追贈された。諡は景といった。

## 子女
- 崔孝芬
- 崔孝暐
- 崔孝演（字は則伯、定州治中、瀛州安西府外兵参軍、鮮于修礼の乱に敗れて殺害された）
- 崔孝直
- 崔孝政（字は季譲、太尉汝南王元悦行参軍）
- 女（孝文帝の嬪）

## 伝記資料
- 『魏書』巻57 列伝第45
- 『北史』巻32 列伝第20